# Ulrika Årehed Kågström
Ulrika Lisbeth Maria Årehed Kågström, född 9 maj 1966 i Jämtland, är en svensk civilekonom.
Ulrika Årehed Kågström växte upp i en officersfamilj. Hon utbildade sig till ekonom på Luleå tekniska universitet. Hon har varit marknadschef på Riksteatern och 2010–2016 generalsekreterare på Svenska Röda Korset, där hon tillträdde som högsta chef omedelbart efter de skandaler som skakat Svenska Röda Korset under slutet av 2000-talet, med grovt bedrägeri och förskingring av insamlingsmedel samt höga ordförandearvoden.
Hon är sedan 2016 generalsekreterare på Cancerfonden och var 2015–2018 ordförande i styrelsen för Folkoperan AB. Sedan 2017 är hon ordförande i styrelsen för Kungliga Dramatiska Teatern AB.